# تايلر غلين
تايلر غلين (بالإنجليزية: Tyler Glenn)‏ هو مغن مؤلف أمريكي، ولد في 28 نوفمبر 1983.

## وصلات خارجية
- الموقع الرسمي
- تايلر غلين على موقع ميوزك برينز (الإنجليزية)
- تايلر غلين على موقع ديسكوغز (الإنجليزية)